# 사회 보험
사회 보험(社會保險, 영어: social insurance)은 사회 보장을 목적으로 건강, 노후 및 사망, 실업, 산업재해의 사고를 대비한 강제보험을 말한다. 즉, 노령(老齡)·폐질(廢疾)·사망·상병(傷病)·출산·노동재해·실업(失業) 등의 소위 사회적 사고를 보험사고로 하고 이들의 사고로 인하여 생기는 소득의 일시적 또는 영구적 상실이 있을 때에 대체적인 수입을 보장함(所得保障)과 동시에 상병에 대한 의료 또는 의료비를 급부하는(醫療保障) 사회적 제도이다.

## 대한민국의 사회보험
대한민국에서 시행중인 사회보험은 국민연금, 건강보험, 고용보험, 산재보험으로, 이 4가지 보험을 통틀어 '4대 보험'이라고 한다. 대한민국 사회보험 보험료의 징수 업무는 국민건강보험공단이 수행한다.

## 비정규직 노동자의 4대 보험
비정규직 노동자는 사회 보험 가입률에 있어서 정규직 노동자보다 낮다는 점에서 차별을 받는다.

## 같이 보기
- 보험
- 국민건강보험공단
- 보편적 건강보장(국민개보험)
- 노인장기요양보험(老人長期療養保險, Long-Term Care Insurance for Senior Citizens)